# Fritz Halmen
Friedrich "Fritz" Halmen (2. april 1912 – 11. oktober 2002) var en rumænsk udendørshåndboldspiller som deltog under Sommer-OL 1936.
Han var en del af det rumænske udendørshåndboldhold, som kom på en femteplads i den olympiske turnering. Han spillede i alle tre kampe. Han blev født i Baaßen, Østrig-Ungarn og døde i Munich, Tyskland.